# God's Not Dead: A Light in Darkness
God's Not Dead: A Light in Darkness (Brasil: Deus Não Está Morto: Uma Luz na Escuridão ) é um filme de drama da indústria cinematográfica cristã de 2018, dirigido por Michael Mason. É a terceira produção da série homônima e estrelado por David A. R. White, John Corbett, Shane Harper, Ted McGinley e Tatum O'Neal.
O filme explora o tema do complexo de perseguição cristão da trilogia e é vagamente baseado na história de cinco pastores do Texas que foram intimados por sermões que potencialmente violariam a Emenda Johnson [en].

## Sinopse
Quando um fogo mortal engole a Igreja de Saint James, devastando a congregação e o Pastor Dave (David A. R. White), a universidade vizinha Hadleigh University usa a tragédia para tentar despejar a igreja do campus. A batalha logo se levanta entre a igreja e a comunidade, o Pastor Dave contra seu amigo de longa data Thomas Ellsworth (Ted McGinley), o presidente da universidade, envolvendo também a estudante Keaton (Samantha Boscarino), membro do ministério da igreja, questionando sua fé cristã.

## Elenco
- David A.R. White (Reverendo Dave)
- John Corbett (Pearce Hill)
- Shane Harper (Josh Wheaton)
- Ted McGinley (Thomas Ellsworth)
- Tatum O'Neal (Barbara Solomon)

## Produção
A filmagem principal ocorreu em dezembro de 2017, em Little Rock, Arkansas, nos campus da University of Central Arkansas e do Hendrix College.

## Divulgação no Brasil
Fernandinho foi convidado para lançar "Deus Não Está Morto", com clipe dirigido por Alex Passos a versão em português de "God's Not Dead", da banda australiana Newsboys. A canção foi repaginada para o lançamento da terceira sequela.
As pré-estreias nacionais contaram com a presença de David A. R. White, estrela e produtor da franquia, mais especificamente às cidades do Rio de Janeiro e de São Paulo, para promover seu mais novo trabalho nas telonas.